# Ronen Bergman
Ronen Bergman (en hebreo: רונן ברגמן‎: Kiryat Bialik 16 de junio de 1972) es un periodista e investigador israelí especializado en inteligencia, terrorismo, seguridad nacional y armas nucleares. Desde el año 2000 es analista político y militar sénior en el periódico israelí Yedioth Ahronoth uno de los periódicos más leídos del país. También con medios de Estados Unidos y Europa. En 2017 ganó el premio Sokolov, considerado el premio Pulitzer israelí.

## Biografía
Bergman nació en 1972 y creció en Kiryat Bialik una ciudad del distrito de Haifa. Su madre era profesora y su padre contable. Es el menor de tres hermanos.
Estudió derecho en la Universidad de Haifa y se graduó con cum laude. Es miembro del Colegio de Abogados de Israel. También estudió historia y relaciones internacionales en la Universidad de Cambridge en el Reino Unido, y recibió un M.Phil. en relaciones internacionales, y un PhD por su disertación sobre el Mossad. Es miembro de la Fundación Körber "Munich Young Leaders 2010" y participó en el prestigiosa 46 Conferencia de Seguridad de Múnich.

### Trayectoria profesional
Publicó primero en el Haaretz y desde el año 2000 trabaja en el Yedioth Ahronoth como periodista de investigación y corresponsal de seguridad nacional sénior escribiendo importantes investigaciones y portadas en el diario sobre inteligencia, terrorismo, seguridad nacional y armas nucleares. También es escritor colaborador del New York Times y ha publicado artículos en el Wall Street Journal, Newsweek, Foreign Policy, Foreign Affairs, Der Spigel y otros.
Con frecuencia es entrevistado por medios de comunicación en Estados Unidos y Europa y su trabajo es a menudo citado en periódicos de Oriente Medio en árabe y persa.
Escribe sus libros en hebreo. Y ha publicado varios best-sellers: Authority Grant (2002), sobre corrupción y terrorismo en la Autoridad Palestina, basado en documentos secretos de los archivos de Yasser Arafat; Moment of Truth (2003), que sacó a la luz grabaciones y documentos originales de la guerra de Yom Kipur de 1973 por primera vez; Point Of No Return (2007), sobre la guerra secreta de la inteligencia israelí contra Irán; By Any Means Necessary (2009), sobre la búsqueda del Mossad de prisioneros de guerra y MIA israelíes; y Ha-Bor (2011) con Dan Margalit, sobre corrupciones en el comando superior de la IDF.
Su libro The Secret War With Iran se publicó en Estados Unidos, Europa y Japón en 2008.
En 2018 publica el libro Rise and Kill First en el que pone al descubierto las operaciones letales organizadas por el Estado de Israel lo largo de sus 70 años de historia. Entre otras revelaciones explica el uso por Israel de radicación para matar a Yasser Arafat. El título del libro, ha explicado Bergman, se inspiró en parte de la expresión israelí que reza: "Si alguien viene a matarte, levántate y mátalo primero".
Es habitual comentarista de la actualidad en la televisión israelí. También aparece con frecuencia en medios de EE. UU., la BBC y en la cadena de televisión Al-Jazeera.
Bergman realiza conferencias con frecuencia en ámbitos especializados académicos y militares así como al público en general. Ha sido conferenciante invitado en foros académicos en importantes universidades de Israel y en el extranjero, incluyendo Princeton, Yale, Columbia, Universidad de Nueva York, Oxford, y Cambridge, y en foros militares y de inteligencia en Israel, Estados Unidos e Inglaterra. 

## Investigaciones
Con frecuencia los artículos de Bergman se basan en material clasificado sobre inteligencia y el ejército a los que logra acceso exclusivo.
Entre sus publicaciones se encuentran temas como el desvío de fondos provinientes de impuestos palestinos a la cuenta bancaria personal de Yassir Arafat; la producción de fertilizantes con huesos de víctimas del Holocausto en una fábrica italiana durante Segunda Guerra Mundial, la venta por parte de un hombre de negocios israelí de materiales químicos y tecnología a Irán; el informe médico de Primer Ministro Rabin en la noche de su asesinato; el caso del “Agente Babylon” asesor del Presidente egipcio Sadat, espía israelí; las primeras entrevistas publicadas con miembros de las unidades especiales ops del Mossad; los experimentos médicos realizados en soldados israelíes como parte de los esfuerzos conjuntos entre EE. UU. e Israel para desarrollar una vacuna contra el ántrax; y varios escándalos de corrupción institucionales en Israel.
Es autor de docenas de portadas con importante eco en Israel y el ámbito internacional. Entre sus publicaciones en Yedioth Ahronoth (junto con New York Times y Die Zeit) se encuentran los archivos sobre la persecución del Mossad al "Ángel de la Muerte de Auschwitz", Dr. Josef Mengele, un extenso informe de investigación (junto con Die Zeit) sobre la corrupción profundamente arraigada -que afectó incluso al círculo más cercano del primer ministro Benjamin Netanyahu- en los acuerdos de Israel para comprar submarinos de Alemania.
Bergman también descubrió una lista de espías y agentes que la KGB había operado en Israel, su financiación de elementos terroristas palestinos y su guerra contra el movimiento sionista, a partir de documentos sacados clandestinamente de la ex Unión Soviética por el ex archivista de la agencia de espionaje ruso Vasili Mitrokhin.
Durante su carrera periodística, Bergman ha abanderado las causas de la libertad de información y libertad de prensa, a menudo litigando en los tribunales con el departamento de seguridad israelí con el objetivo de proteger el derecho de la ciudadanía a saber y su derecho a publicar investigaciones de interés público. 
Cuando en 2017 recibió el premio Sokolov considerado el premio Pulitzer israelí explicó: " Las ramas de inteligencia de Israel tienen una influencia encubierta pero profundamente arraigada sobre la historia del país y, de hecho, en todo el mundo. A pesar de esto, no existe un organismo estatal que realice una supervisión efectiva de estos cuerpos. Aquí es donde reside nuestro deber, mi deber, de trabajar para exponer, revelar y tener una crítica pública y democrática adecuada ".

## Premios y reconocimientos
- En 1995 recibió el Premio Bnei Brith Worls Center de periodismo
- En 1996 el premio Ha'aretz por la Mejor Historia.
- En 2017 ganó el premio Sokolov, considerado el Pulitzer de Israel otorgado por el Ayuntamiento de Tel Aviv.[6][2]
- En el mismo año ganó el premio Rotary Paul Harris.[7]

## Libros
- Authority Granted (2002)
- Moment of Truth (2003)
- Point Of No Return (2007)
- The Secret War With Iran (2008)
- By Any Means Necessary (2009)
- Ha-Bor (2011) con Dan Margalit escribiendo capítulos especiales para la edición en hebreo del State Enemy WikiLeaks (2011) por Marcel Rosenbach y Holger Stark.
- Operation Red Falcon (2015)[8]
- Rise and Kill First (23 de enero de 2018)[9]